# マチュー・バタイユ
マチュー・バタイユ（Matthieu Bataille 1978年7月26日- ）は、フランスのパ＝ド＝カレー県キュク出身の柔道選手。階級は100kg超級。身長190cm。体重125kg。

## 人物

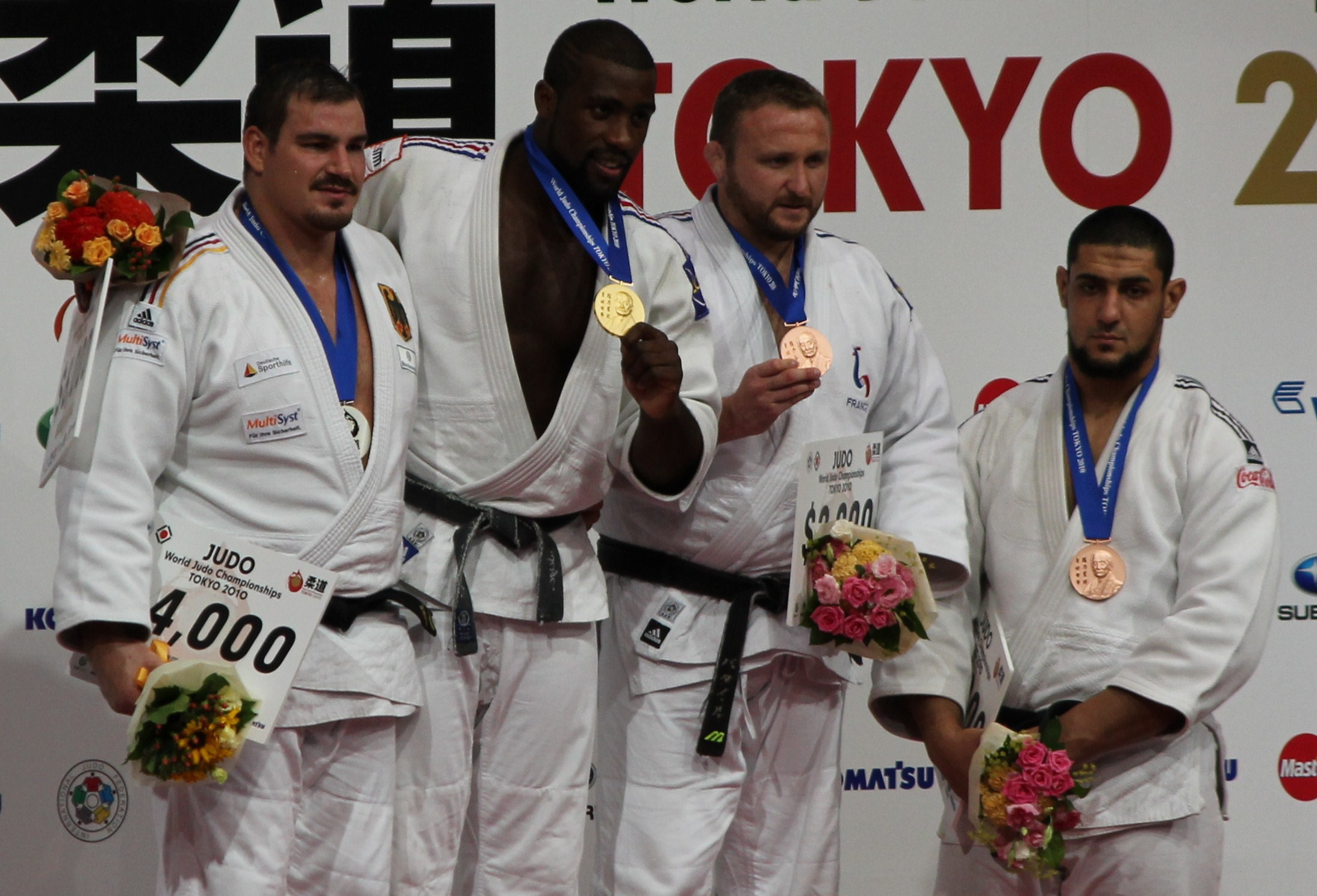
右から2人目がマチュー・バタイユ

2004年のアテネオリンピックでは初戦でウズベキスタンのアブドゥロ・タングリエフに釣腰で敗れた。2007年の世界選手権無差別では準々決勝で棟田康幸に内股で敗れるが、その後敗者復活戦を勝ち上がって3位となった。2008年の北京オリンピックには国内にテディ・リネールがいたために出場できなかった。その後地元フランスのルヴァロワ＝ペレで開催された無差別の世界選手権では準決勝でロシアのアレクサンドル・ミハイリンに敗れたものの3位となった。さらに2010年の世界選手権では準決勝でドイツのアンドレアス・テルツァーに浮腰で敗れたが、3位決定戦ではブラジルのラファエル・シルバを破って、世界選手権において3度目の銅メダルを獲得することになった。引退後は審判員になると、2021年の東京オリンピックでは審判員に選出された。地元開催となる2024年パリオリンピックでは審判員として参加し、聖火ランナーを務めた。

## 主な戦績
(階級表記のない大会は全て95kg超級及び100kg超級での成績)
- 1998年 - オランダ国際　2位
- 2001年 - フランス国際　5位
- 2001年 - 地中海競技大会　3位
- 2002年 - 世界学生　無差別　優勝
- 2004年 - ロシア国際　5位
- 2004年 - ハンガリー国際　優勝
- 2005年 - フランス国際　5位
- 2005年 - ヨーロッパ選手権　無差別　3位
- 2006年 - ロシア国際　3位
- 2006年 - ワールドカップ団体戦　3位
- 2007年 - ハンガリー国際　優勝
- 2007年 - 世界選手権　無差別　3位
- 2008年 - 世界選手権　3位
- 2009年 - ワールドカップ・ブダペスト　3位
- 2009年 - グランドスラム・リオデジャネイロ　5位
- 2010年 - 世界選手権　3位
- 2010年 - グランプリ・青島　5位
- 2011年 - グランプリ・デュッセルドルフ　5位